# Маріо Мелеро Лопес
Маріо Мелеро Лопес (Малага, Андалусія, Іспанія, 2 липня 1979) — іспанський футбольний арбітр, що судить матчі найвищої іспанської ліги. Член Комітету арбітрів Андалусії.

## Кар'єра
У Другому дивізіоні Мелеро Лопес дебютував 6 вересня 2008 року  в матчі «Еркулес» проти «Райо Вальєкано».
У Другому дивізіоні провів шість сезонів, відсудивши за цей час 127 матчів, а в сезоні сезоні 2014—2015 разом із баскським арбітром Іньякі Віканді Гаррідо та арагонським рефері Сантьяго Хайме Латре він підвищився до рівня Ла-Ліги.
Дебютним для нього в Ла-Лізі став матч «Сельти» проти «Хетафе» (3-1), що відбувся 24 серпня 2014 року.

## Ліги
| Ліга               | Країна  | Рік         | Матчі |
| ------------------ | ------- | ----------- | ----- |
| Сегунда Дивізіон Б | Іспанія | 2002 - 2008 | 79    |
| Сегунда Дивізіон   | Іспанія | 2008 - 2014 | 127   |
| Ла-Ліга            | Іспанія | 2014 -      | 142   |

## Нагороди
- Трофей Вісенте Асебедо[es] (1): 2014